# Ныряющий снаряд
Ныряющий снаряд — артиллерийский снаряд специальной формы для уничтожения подводных лодок артиллерией надводных кораблей.
Был создан во время Первой мировой войны.
Обычные снаряды в результате попадания в воду либо взрывались, либо давали рикошет. Для поражения подводных целей головной части ныряющих снарядов придавали плоскую или вогнутую форму и устанавливали замедление взрывателя.
Практика показала низкую эффективность ныряющих снарядов. Во время Второй мировой войны основным средством уничтожения подводных лодок служила глубинная бомба.
В японском флоте также были разработаны бронебойные ныряющие снаряды для поражения кораблей противника ниже ватерлинии. Специальная форма снаряда позволяла ему сохранять траекторию после попадания под воду, а задержка взрывателя приводила к подрыву ниже броневого пояса.